# Augustinerhypotesen
Augustinerhypotesen är en lösning på det synoptiska problemet, som gäller ursprunget för  evangelierna i Nya testamentet. Enligt hypotesen skrevs  Matteus  först, av evangelisten Matteus (se Hebreerevangeliet). Markus skrev sedan Markusevangeliet och använde Matteus och Petrus predikningar som källor. Lukas skrev Lukasevangeliet och var medveten om de två evangelierna som föregick honom. Till skillnad från vissa konkurrerande hypoteser, bygger inte denna hypotes på, och argumenterar inte heller för, att det finns någon skrift som inte uttryckligen nämns i historiska vittnesbörd. I stället bygger hypotesen huvudsakligen på historiska vittnesbörd, snarare än på textkritik, som centrala bevis. Grunden för belägg av hypotesen är kyrkofädernas skrifter: historiska källor som går tillbaka så långt som till första halvan av 200-talet, vilket har ansetts som auktoritativt av de flesta kristna  i nästan två tusen år. Slutligen, anhängare till den augustinska hypotesen ser den som en enkel, sammanhängande lösning på det synoptiska problemet.
Augustinerhypotesen tar upp vissa centrala frågor kring det synoptiska problemet, exempelvis hur tillförlitlig är den  tidiga kristna traditionen, vilket evangeliet som skrevs först, om det fanns andra okända källor bakom evangelierna, i vilken utsträckning, - om någon- , redigerades evangelierna och i vilken utsträckning har evangelierna förändrats från den tid då de ursprungligen skrevs till dess att de första bevarade manuskript uppträder. Dessa och andra frågor tas upp och olika förklaringar har föreslagits av förespråkare för konkurrerande hypoteser, såsom Tvåkällshypotesen, den närstående Q-hypotesen, Farrerhypotesen, med flera. 
De två tvistefrågorna för anhängarna av augustinerhypotesen är huruvida Matteusevangeliet ursprungligen skrevs på arameiska med det hebreiska alfabetet, eller om den grekiska texten är den ursprungliga, och huruvida Markus eller Lukas skrevs därefter. En modifierad version av Augustinerhypotesen, som kallas Griesbachs hypotes, håller med om att Matteus skrevs först och att Markus bygger på Matteus, och har inte bestritt att den ursprungliga texten var på hebreiska och därefter översatts till grekiska, men hävdar att Markus också bygger på Lukas och att därför Lukas evangelium föregår Markus. På grund av likheten i de centrala stridsfrågorna, tas denna hypotes upp som en möjlig förändring av augustinerhypotesen. 